# Angels on horseback

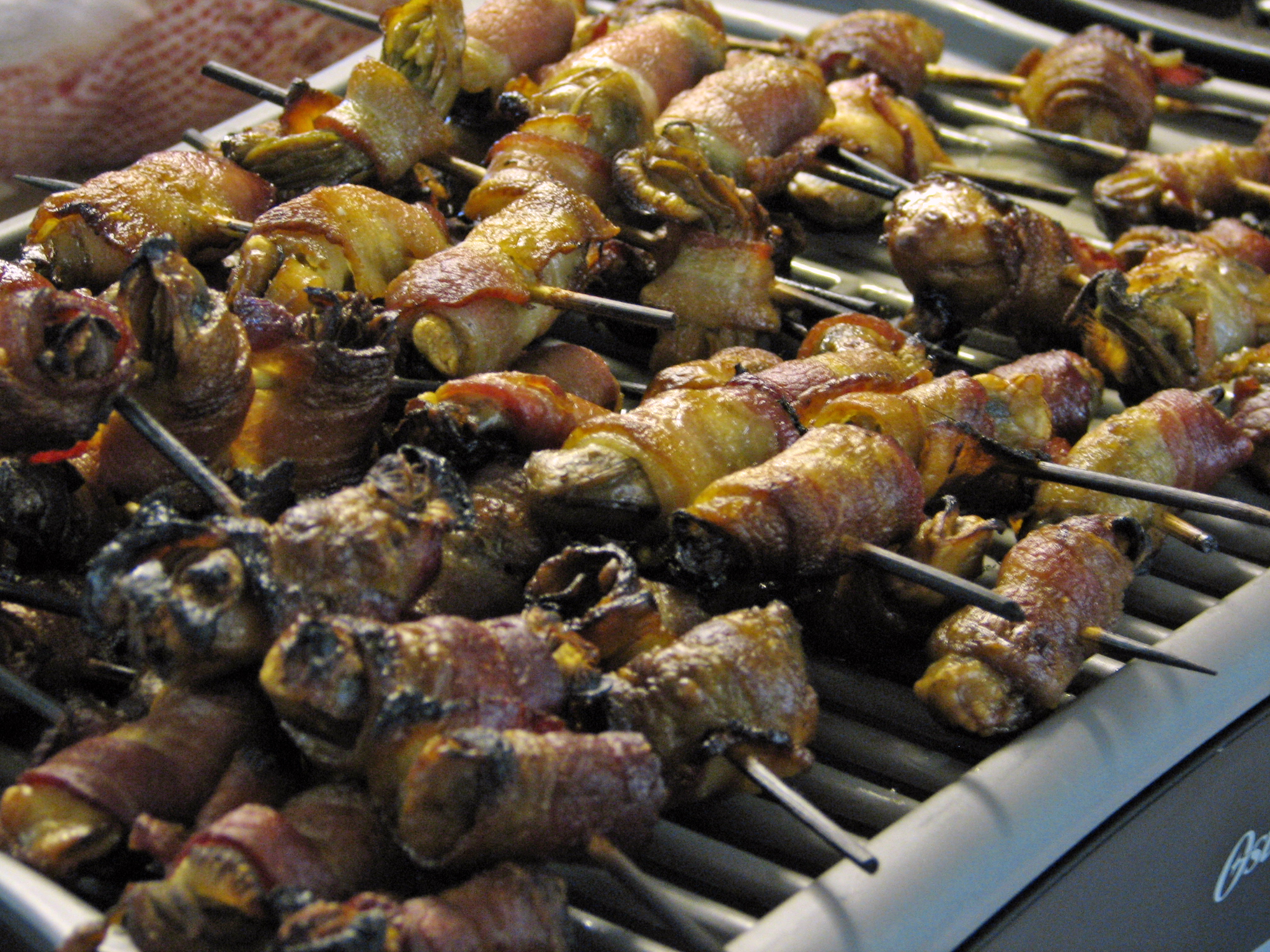

Angels on horseback é um prato típico inglês, se bem que surja também nas ementas de outros países como a França, onde se chamam «anges à cheval».
Trata-se de um acepipe feito com ostras grelhadas no forno envolvidas com toucinho. O toucinho tem de ficar louro e firme. As ostras só devem ser apanhadas nos meses com a letra r (de Setembro a Abril). Nos restantes meses do ano, não sabem tão bem e estragam-se com relativa facilidade.